# 長谷川敦弥
長谷川 敦弥（はせがわ あつみ、1985年2月11日 - ）は、日本の実業家。株式会社LITALICO代表取締役会長、文部科学省中央教育審議会委員。

## 人物・経歴
岐阜県土岐郡笠原町（現多治見市）生まれ。岐阜県立多治見高等学校卒業後、2008年名古屋大学理学部数理学科卒業。
同年イデアルキャリア（現LITALICO）営業部長に就任。2009年同社代表取締役社長に就任。2023年同社代表取締役会長に就任。
障害者支援事業などを運営し、2017年には東京証券取引所市場第一部に上場。2019年第10期文部科学省中央教育審議会委員に就任。

## 著書
- 『発達障害の子どもたち、「みんなと同じ」にならなくていい。』SB新書 2016年